# Ronchamps
Ne doit pas être confondu avec Ronchamp.
Ronchamps (en wallon : Rond-Tchamp ) est un hameau de la ville belge de La Roche-en-Ardenne située en Région wallonne dans la province de Luxembourg.
Avant la fusion des communes de 1977, Ronchamps faisait partie de la commune de Beausaint.

## Situation
Ce hameau ardennais se situe à la naissance d'un petit vallon dans un environnement de prairies et de bosquets. Il se trouve à proximité immédiate de Vecmont et avoisine Ronchampay. Avec Vecmont, Ronchamps forme une unité d'habitations coupée par la route nationale 89.
Cette route nationale longe le hameau par le sud-est et mène de la Barrière de Champlon à La Roche-en-Ardenne qui se trouve à 7 km au nord-est.

## Description et patrimoine
Ronchamps compte quelques anciennes fermes et fermettes en long du XIXe siècle ainsi que plusieurs puits.
On trouve un étang dans la partie basse du hameau le long de la route menant à Halleux.